# サイリスタ

逆阻止3端子サイリスタの回路記号

サイリスタ（英語: Thyristor）とは、電流を制御することができる半導体素子である。シリコン整流子に制御電極を付加したものであるため、SCR（Silicon Controlled Rectifier: シリコン制御整流子）とも呼ばれる。

## 構造と動作
サイリスタには、ゲート (G) 、カソード (K) 、アノード (A)と呼ばれる３つの電極があり、主にゲート (G) からカソード (K) へと流れるゲート電流を変化させることにより、アノード (A) とカソード (C) 間を流れる電流を制御することができる。
P型半導体をP、N型半導体をNとすると、サイリスタは PNPN の4重構造である。最初のPにアノード、最後のNにカソード、そして中央2つのうち何れかひとつにゲート端子が接続されている。そのうちP型半導体からゲート端子（ゲート電極、制御電極とも）を引き出しているものをPゲート、N型半導体からゲート端子を引き出しているものをNゲートと呼ぶ。NゲートのものはPUT (Programmable Uni junction Transistor) として動作する。原理としては、図のようにPNPトランジスタとNPNトランジスタを組み合わせた複合回路と等価である。
サイリスタは、古典的な機械スイッチと同様にスイッチング機能を有する。機械スイッチのオンを半導体では「導通」と呼び、電流が素子を通って回路に流れている状態のことを指す。また、オフ状態を「非導通」という。非導通から導通へのプロセスは「点弧」もしくは「ターンオン」という。反対に導通から非導通へのプロセスは「消弧」もしくは「ターンオフ」である。そしてこれらを制御する装置は「ゲートドライブ」や「ゲート装置」と呼び、スイッチのつまみにあたるゲート端子がサイリスタの操作を行う。
この特徴を生かし、一度導通状態にしたら、通過電流が0になるまで導通状態を維持することが望ましい用途に使用される。（カメラのフラッシュ制御など）。このような特性のため非常に過電流耐量が大きく通常のヒューズでも素子を保護することができるため電源 - サイリスタ - 負荷の接続で使用する位相制御用としては非常に良い素子である。特に、大電力の制御の場合、電流0のタイミングで OFF になるためサージ防止に優れる。
ただしインバータのように電源に対して2個直列したものを並列にする回路構成では、最悪の場合サイリスタで電源を短絡してしまうことになるため、十分な保護回路を組み合わせることが必要である。

### 点弧

サイリスタの構造

以下、左図を元に説明する。この図ではアノードから順に、接合部に対しJ1、J2、J3と名付けられている。説明でもこの名称を用いることにする。
サイリスタはJ1とJ3がP型半導体からN型半導体に接合され順バイアスとなっているが、J2でN型半導体からP型半導体に接合されている。つまりJ2では逆バイアス状態で、アノードに正電圧を加えるだけではJ1は通過できるものの、J2ではわずかな漏れ電流が流れるだけであり、実用上は電流が停止した状態である。
J3がPN接合であるため、カソードから電圧をかけるとダイオードに逆バイアスをかけるのと同じ状態であり、やはり非導通状態のままである。
ところが、サイリスタに対して順バイアスをかけてからゲートに電流を通過（トリガ）させると、J2からJ3への漏れ電流がゲート電流により加速されてなだれ降伏を起し、アノードとカソード間が導通する。このときのゲート電流はアノード - カソード間よりも小さくてもよい。
ゲート電流の発信には、古くはユニジャンクショントランジスタが多用された。また後述するトライアックではダイアックとペアで使用されることが多い。

### 消弧
サイリスタで一度なだれ降伏を起すと、ゲート電流を切るだけでは降伏は収まらない。ゲート電流を切った後アノードとカソード間の電流を最も簡単に止める方法は、アノードに流れる電流も切ってしまうことであるが、回路を無接点化したい場合、この方法は不適切な場合がある。例外として交流電源の場合、電圧が0になる瞬間があるため自然と消弧する。また交流電源を整流するのであれば、整流器を構成するダイオードの一部または全部をサイリスタに置き換えることで、直流電流をスイッチングすることができる（サイリスタ位相制御）。電源そのものが直流の場合はサイリスタに逆バイアスをかける必要がある。逆阻止3端子サイリスタと逆導通サイリスタは自己消弧能力を持たないため、サイリスタを消弧するための素子が別途必要となる。消弧専用の回路を転流回路と呼び、例えば転流回路の素子をサイリスタとすると、そのサイリスタをオンにして主回路側のサイリスタに逆バイアスをかける。自己消弧能力を持つ場合はゲートドライブでゲート端子に負電圧をかけることで逆バイアスとする。カソードに正電圧をかける点はどちらもおなじである。また自己消弧能力を持つ場合は、ゲートドライブに転流回路を組み込んでいるといえる。

## 名称について
サイリスタは「SCR」とも呼ばれるが、「SCR」はゼネラル・エレクトリック社の登録商標で、「サイリスタ」はRCA社がサイラトロンの動作に似たトランジスタとしてつけた名称である（後に国際電気標準会議により「サイリスタ」に統一される）。また、後述する逆導通サイリスタが流通し始めると、区別のために「逆阻止3端子サイリスタ」とも呼ばれるようになった。サイリスタ単体で逆阻止能力、すなわち逆方向からの電圧に耐える能力を持っているからである。しかし単に「サイリスタ」といえば逆阻止3端子サイリスタを指すことが多い。
後にP型半導体またはN型半導体の組み合わせが4重以上、端子の数も2つ以上のものが発明され、主にスイッチング用途で使用し構造や動作原理が似たものを総じて「サイリスタ」と呼ぶようにもなった。

## トランジスタとの比較
近年はスイッチング周波数を高く採ることが容易なトランジスタが台頭しているが、サイリスタでもトランジスタに匹敵するスイッチング周波数を持つものや、サイリスタの特長である大電力領域での利用、そして新しい半導体材料やPIN接合で設計できるなど、サイリスタの適用領域、優位性は存在する。

## 逆導通サイリスタ
通常はブリッジ状に個別に配線する還流ダイオードとサイリスタをひとつの基板上に組み込んだものである。ゆえに、基本的には逆阻止3端子サイリスタと大差はない。しかし配線が単純化するとともに小型化される特徴がある。
Reverse Conducting Thyristorの頭文字をとってRCTとも呼ぶ。逆向きの電流を流さない一方向性半導体素子の多くにこの配線を採用したものがあり、例えばGTOサイリスタなら逆導通GTOサイリスタと呼ばれる。電気鉄道の電機子チョッパ制御の主力であり、またVVVFインバータ制御の黎明期まで使用された。スイッチング周波数は300Hz程度。

## ゲート補助ターンオフサイリスタ
三菱電機が独時に開発した自己消弧素子で、Gate Assisted Turn-off Thyristorの頭文字からGATTとも呼ぶ。一般の高速サイリスタと後述のゲートターンオフサイリスタの中間に位置するものである。
元々は、高周波焼入れ装置や溶解炉用の誘導加熱用高周波電源装置の省エネルギー化を目的として開発された素子である。1982年、帝都高速度交通営団（現東京地下鉄）が開発を進めていた高周波分巻チョッパ制御（4象限チョッパ）の試作品に、スイッチング素子として試験採用されたが、実際に同制御方式を採用する予定だった営団01系電車が製造段階に入る頃には後述のゲートターンオフサイリスタが主流となりつつあったため、同制御方式はもとより電子部品としても実用化されずに消滅した。

## ゲートターンオフサイリスタ

GTOサイリスタの回路記号

もう一つのGTOサイリスタの回路記号。右側が最もポピュラーである

Gate Turn Off thyristorの頭文字からGTOサイリスタ、または単にGTOとも呼ばれる自己消弧素子である。文字通りゲート電極の信号で消弧もできる。ゲート電極に与える信号は負電圧で、正電圧はカソードにかける。スイッチング周波数は450Hz。点弧用ゲートドライブは単純であるが、消弧する際は大きな電流が必要となるため、数段に渡るバイポーラトランジスタを一斉に導通して大きなサージを発生させ昇圧する必要がある。使用に際してはアノードリアクトルとスナバ回路が必須である。
大電力用途として、とくに電気鉄道のVVVFインバータ制御において1990年代後半まで主力であった。また電機子チョッパ制御も末期に東京都交通局や営団などに、また高周波分巻チョッパ制御や初期の静止形インバータ、整流器にも使用された。電圧耐性と出力の高さから、90年代にはひとつのインバータ装置で2両分8個の主電動機を駆動する (1C8M) ことができるようになり、軽量化、大容量化とコスト削減を実現している。これは主役の座を明け渡したIGBTでさえ得ることができない性能である。
また逆導通GTOサイリスタは装置の小型軽量化に適しており、日本国内の路面電車の多くに採用されている。一般的な電車への採用例もあり、JR東日本E127系電車が該当する。

### 構造
キャリアを引き抜きやすくするためカソード電極の周りをゲート電極で取り囲み、アノード電極は逆阻止3端子サイリスタでは2つ目に接合されていたN型半導体と、それに埋め込まれるように接合され、細かく分割されたP型半導体の両方に接続されている。これを同心円状に多数並列接続し、セラミックなどのケースに封止したものである。

## ゲート転流型ターンオフサイリスタ

IGCTサイリスタの回路記号

Gate Commutated Turn-off thyristorの頭文字からGCTサイリスタとも呼ばれる。三菱電機が1995年に世界に先駆けて開発したもので、GTOサイリスタのゲートを中心に改良したものである。スナバ回路が不要となって低損失化を実現したほか、インダクタンスの低減によりスイッチング周波数が10倍となった。サイリスタとゲートドライブとのインダクタンスは1/100ほどまで低減されている。またターンオン時の電流上昇率に対する耐量が向上し、アノードリアクトルも不要となる。近年はPIN接合やSiC（Silicon Carbide: 炭化ケイ素）を用い、110kVA級の容量を持つインバータ装置が関西電力と英Cree社の共同開発によって実現されている。逆導通形 (Reverce conducting GCT: RGCT) や電圧形インバータとして逆導電形もラインナップされている。
現在の用途はもっぱら圧延機の駆動用だが、これをさらに改良したIntegrated GCT (IGCT) サイリスタを用いた高速列車が韓国高速鉄道KTXの次世代車両HSR-350xとして試作された。時速352.4km/hを記録したが、素子の破壊を繰り返したためIGBTへの移行を検討している（最終的にIGCTを採用）。

### 構造

IGCTサイリスタの構造

GTOサイリスタではケースから引き出されたゲート電極を介してゲートドライブに接続されていたのに対し、GCTサイリスタは積層構造を基本とし、ゲート電極がリング状の金属板として基盤に積み重ねられている。基盤には数千個にも及ぶサイリスタが同心円状に並列接続されている点と、ゲート電極がカソード電極を囲んでいるのはGTOサイリスタと同じである。上述の韓国高速鉄道が採用したIGCTは集積化ゲート転流型サイリスタ(Integrated GCT)のことで、GCTとそれを駆動するゲートドライブを積み重ねて一体化したものである。
ターンオフはサイリスタに流れてくる電流すべてをゲート回路に向けて流すことで行う。ゲート電極をリング状とすることで点ではなく線で接触するため、半導体の広い範囲に電圧をかけることが可能となり高効率となった。なお、金属板のゲート電極と線状のゲート電極は互いに動くことができるよう弾性材によって押し付けられている。
逆方向阻止電圧耐性を持たないのも特徴で、逆阻止能力を持たせた逆阻止形GCTサイリスタ (SGCT: Symmetrical GCT) もラインナップされている。

## 光トリガサイリスタ（光サイリスタ）
光トリガサイリスタ（光サイリスタ: LTT: Light-Triggered Thyristor）は、光信号によって直接点弧させるサイリスタである。
制御回路と電力回路とを完全に絶縁でき、ノイズによる誤動作を少なくすることができるので、高電圧の交流電源回路に用いられる。具体的な適用例として、周波数変換設備 (FC: Frequency Converter) や直流送電設備 (HVDC: High Voltage Direct Current) における交直変換装置、無効電力補償装置 (SVC: Static Var Compensator)、大容量回転機の始動装置 (SS: Static Starter) など比較的高電圧大電流の電力変換があげられる。

## 静電誘導サイリスタ
静電誘導サイリスタは、高速で大電流を制御可能な半導体素子である。
トリガ電圧が低く、ターンオフが速やかで自己制御型のGTOのようなON-OFF素子で東洋電機によって1988年に発売された。静電誘導素子の一種で高出力、高周波数の電力用半導体素子である。実質的にはp+の電極状のゲート構造を備えたp+nn+ダイオードである。素子の構造はアノード側に付加されたp+層以外は概ね静電誘導トランジスタと同じ。
通常は導通状態でOFFにするためには負の電圧を付加する必要がある。静電誘導サイリスタの導通状態はPINダイオードの挙動に似る。

## 双方向サイリスタ（トライアック：TRIAC）

トライアック構造

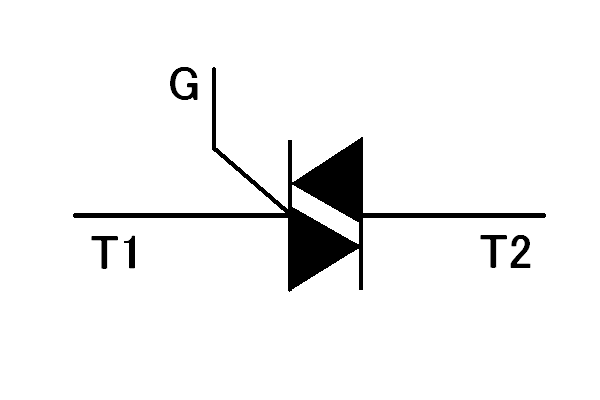
トライアック記号

双方向サイリスタ（そうほうこう さいりすた）は、相補的な2個のサイリスタを逆並列に接続する構成をとることで、双方向に電流を流すことを可能とし、直流だけでなく交流でも使えるようにしたものである。実際の素子は、2個の素子を接続したものではなく図に示すようなモノリシック構造となっている。TRIACとは、Triode AC Switchの略であり、1964年にゼネラル・エレクトリック社で初めて開発された。
ダイアックを点弧素子として交流の双方向スイッチング制御に用いられる。